# Lijst van Stolpersteine in Maashorst
De lijst van Stolpersteine in Maashorst geeft een overzicht van de gedenkstenen die in de gemeente Maashorst in de Nederlandse provincie Noord-Brabant zijn geplaatst in het kader van het Stolpersteine-project van de Duitse beeldhouwer-kunstenaar Gunter Demnig.
Stolpersteine zijn opgedragen aan slachtoffers van het nationaalsocialisme, al diegenen die zijn vervolgd, gedeporteerd, vermoord, gedwongen te emigreren of tot zelfmoord gedreven door het nazi-regime. Demnig legt voor elk slachtoffer een aparte steen, meestal voor de laatste zelfgekozen woning.
Omdat het Stolpersteine-project doorloopt, kan deze lijst onvolledig zijn.

## Stolpersteine
In de gemeente Maashorst liggen vier Stolpersteine in de plaats Uden.

### Uden
| Afbeelding | Inscriptie | Adres                         | Herdachte persoon                                 |
| ---------- | --- | ----------------------------- | ------------------------------------------------- |
|            | HIER WOONDE HELENA SEIJFFERS GEB. 1862 OPGEPAKT 9.4.1943 GEDEPORTEERD UIT WESTERBORK VERMOORD 14.5.1943 SOBIBOR                       | Veghelsedijk 34 Kaart (OSM)   | Helena Seijffers (1862–1943)                      |
|            | HIER WOONDE DAVID VAN ZWANENBERGH GEB. 1895 OPGEPAKT 15.7.1943 GEDEPORTEERD UIT WESTERBORK VERMOORD 23.7.1943 SOBIBOR                 | Sint Janstraat 25 Kaart (OSM) | David van Zwanenbergh (1895–1943)                 |
|            | HIER WOONDE JUDITH VAN ZWANENBERGH- VAN LEEUWEN GEB. 1894 OPGEPAKT 15.7.1943 GEDEPORTEERD UIT WESTERBORK VERMOORD 23.7.1943 SOBIBOR   | Sint Janstraat 25 Kaart (OSM) | Judith van Zwanenbergh-van Leeuwen (1894–1943)    |
|            | HIER WOONDE ANTOINETTA VAN ZWANENBERGH- WIJNHAUSEN GEB. 1856 OPGEPAKT 9.4.1943 GEDEPORTEERD UIT WESTERBORK VERMOORD 16.4.1943 SOBIBOR | Sint Janstraat 25 Kaart (OSM) | Antoinetta van Zwanenbergh-Wijnhausen (1856–1943) |

## Data van plaatsingen
- 16 maart 2019: Uden, een Stolperstein op Veghelsedijk 34
- 15 september 2019: Uden, drie Stolpersteine op Sint Janstraat 25